# Daniel Schlang
Daniel Schlang (* 19. März 1991 in Cottbus) ist ein deutscher Radsportler in der Disziplin BMX.
Daniel Schlang lebt in Heusweiler, ist Mitglied des RSC Cottbus und gehört dem BMX Air Team an. Er studiert in Potsdam Sport und Management. 
Schlang war schon als Junior erfolgreich. 2007 wurde er Vizemeister und gewann in Herzogenaurach zudem ein Bundesligarennen. 2008 war er Erster der Bundesrangliste, wurde Meister in der Cruiser- und der 20"-Klasse sowie Vizemeister der Junioren-Bundesliga. Es folgten erste Rennen bei internationalen Meisterschaften. In Zwolle und Fredericia erreichte Schlang bei den Junioren-Europameisterschaften das Halbfinale und nahm an der Junioren-Weltmeisterschaft in Taiyuan teil. 2009 wiederholte er beide Erfolge bei den Junioren-Meisterschaften, war erneut Erster der Bundesliga und gewann zudem den Titel in der Junioren-Bundesliga. Bei der Europameisterschaft im Junior Cruiser wurde Schlang Fünfter, in Dessel Sechster und in der Gesamtwertung Elfter. Bei der Europameisterschaft in Zwolle, Klatovy, Creazzo, Dessel, Cheddar und Fredericia erreichte er das Halbfinale.
2009 nahm Schlang auch erstmals in Kopenhagen an einem internationalen Supercross-Worldcup-Rennen bei den Männern teil. 2010 folgten Teilnahmen in Madrid und erneut in Kopenhagen. In Plessa wurde er Deutscher Meister und gewann das Bundesligarennen in Weilheim in Oberbayern, wurde Zweiter in Bremen und Dritter in Ingersheim. Bei den Europameisterschaften 2011 in Haaksbergen wurde er 34., bei den Weltmeisterschaften in Kopenhagen 29. Weniger erfolgreich waren Schlangs Leistungen bei den Europameisterschaften in Orléans und den Weltmeisterschaften in Birmingham, bei denen er 73. und 56. wurde. Für die Olympischen Sommerspiele 2012 in London ist Schlang hinter Maik Baier und Luis Brethauer als Ersatzfahrer nominiert.
Schlang ist Vater eines Sohnes.